# Перформанс
Перформанс (енгл. performance – представа, представљање, изведба) је форма акционе уметности која је настала и развила се током 1960-их и 1970-их година XX века, иако њени корени сежу дубље у историју авангардних покрета. Перформанс као уметнички израз у средиште ставља самог уметника, његово тело, акцију и процес, често бришући границе између уметника и публике, као и између различитих уметничких дисциплина. Поставља се као критика традиционалног схватања уметничког дела као трајног, продајног објекта, наглашавајући ефемерност и директно искуство. Имао је важну и фундаменталну улогу у авангардној уметности 20. века.

## Дефиниција и основни елементи
Перформанс се у уметности најчешће односи на догађај у којем појединац или група људи (перформер или перформери) изводе, односно понашају се на одређени начин пред публиком. Граница између извођача и публике може бити флуидна, а реакције публике понекад постају интегрални део самог перформанса. Кључни елементи перформанса су:
- Време: Перформанс се одвија у реалном времену и има своје трајање.
- Простор: Може се изводити у галеријама, музејима, на улици, у природи или било ком другом конвенционалном или неконвенционалном простору.
- Тело уметника: Тело перформера је често основни инструмент и медиј изражавања.
- Однос између уметника и публике: Директан сусрет и интеракција су често од суштинског значаја.

У средишту пажње нису улоге као у традиционалном позоришту, нити статични објекти као у ликовној уметности, већ сама акција, покрет, процес и концепт који стоји иза извођења. Акције, које се углавном развијају у уметничким галеријама и музејима, могу се одвијати на улици, у било ком окружењу или простору и у било ком временском периоду. Његов циљ је да изазове реакцију, понекад уз подршку импровизације и осећаја за естетику. Теме су обично повезане са животним искуствима самих уметника, или потребом денунцијације или друштвене критике и са духом трансформације.

## Историјски развој и корени
Иако термини „уметност перформанса“ и „перформанс“ постају широко коришћени током 1970-их, историја перформанса у визуелним уметностима сеже до футуристичких продукција и дадаистичких кабареа почетком XX века.
Перформанс црпи елементе из различитих извора:
- Авангардни покрети: Поред футуризма и дадаизма, значајни су и утицаји надреализма и Баухауса.
- Хепенинг: Догађаји који су укључивали спонтаност, учешће публике и брисање граница између уметности и живота, развијени 1950-их и 1960-их (нпр. Алан Капроу).
- Флуксус: Међународни неоавангардни покрет из 1960-их који је наглашавао процес, случајност и мешање различитих медија.
- Боди арт: Уметност у којој је тело уметника главни медиј.
- Концептуална уметност: Даје предност идеји и концепту над финалним уметничким објектом.
- Ритуал: Многи перформанси инспирисани су древним ритуалима и обредима.

## Значајни уметници (пионири и представници)
Неки од кључних уметника који су обликовали историју перформанса су:
- Пионири (често се називају и првом генерацијом):
  - Марина Абрамовић[8]
  - Кароли Шниман (Carolee Schneemann)[9]
  - Ана Мендијета (Ana Mendieta)[10]
  - Крис Берден (Chris Burden)[11]
  - Херман Нич (Hermann Nitsch)
  - Јозеф Бојс (Joseph Beuys)
  - Нам Џун Пајк (Nam June Paik)
  - Ив Клајн (Yves Klein)
  - Вито Акончи (Vito Acconci)[12]
  - Алан Капроу (Allan Kaprow)
  - Пијеро Манцони (Piero Manzoni)
  - Тим Улрихс (Timm Ulrichs)
- Неки од новијих и савремених представника:
  - Тања Бругера (Tania Bruguera)[13]
  - Абел Аскона (Abel Azcona)[14]
  - Рехина Хосе Галиндо (Regina José Galindo)
  - Техчинг Хсије (Tehching Hsieh)
  - Марта Минухин (Marta Minujín)[15]
  - Пјотр Павленски (Petr Pavlensky)
  - Франко Б (Franko B)
  - Рон Ејти (Ron Athey)
  - Кира О’Рајли (Kira O'Reilly)
  - Габријел Савић Ра
  - Бранко Милисковић

Дисциплина је повезана са хепенингом, флуксус покретом, боди артом и концептуалном уметношћу.

## Перформанс у Србији
Сцена перформанса у Србији развијала се у контексту југословенске и касније српске савремене уметности. Марина Абрамовић је најпознатије име пореклом из Србије које је стекло светску славу у области перформанса. БИТЕФ је од свог оснивања био важна платформа за представљање иностраних и домаћих перформанс уметника и група. Студентски културни центри (СКЦ) у Београду, Новом Саду и другим градовима такође су имали значајну улогу у промоцији експерименталних и перформативних пракси.
Независна културна сцена у Србији наставља да негује перформанс. Организација Културни елемент из Београда, позната по промоцији младих уметника и организацији културних догађаја, започела је своје активности и годинама наступала перформансом. Њен оснивач, Тадија Милетић, организовао је први оперски флеш моб перформанс у Србији, као и многе друге перформансе током вишегодишњег постојања организације. Дах театар, истраживачки центар за позоришну уметност, такође је значајан актер који у свом раду користи елементе перформанса.